# .264 Winchester Magnum

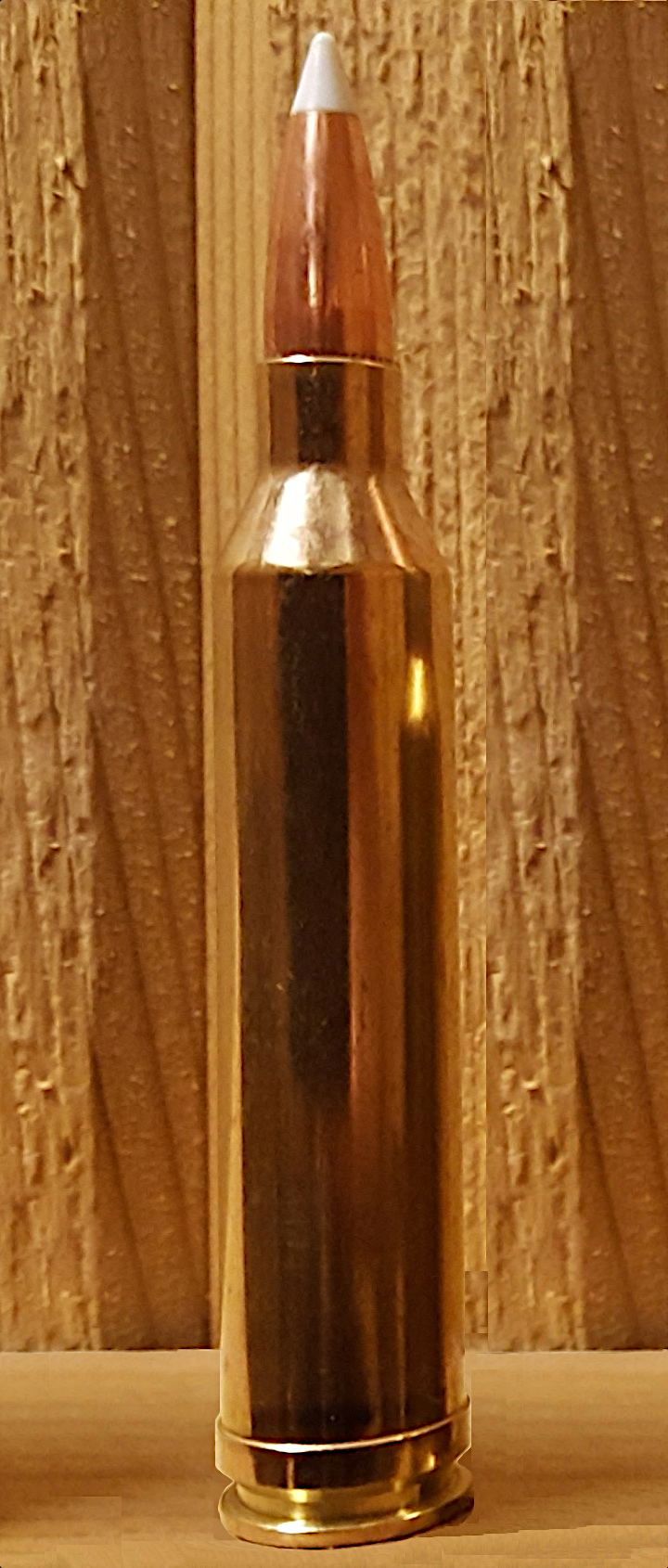
O .264 Winchester Magnum.

O .264 Winchester Magnum é um cartucho de fogo central para rifle cinturado em forma de "garrafa". Foi introduzido em 1958, e com exceção do .244 H&H Magnum e do .257 Weatherby Magnum, é o cartucho de fábrica de menor calibre derivado do estojo magnum cinturado Holland & Holland de 72 mm (2,85 pol.).
O .264 Winchester Magnum foi introduzido na mesma época do .338 Winchester Magnum e do .458 Winchester Magnum como um de uma família de cartuchos magnum cinturados de 2,5 pol. (64 mm) desenvolvidos pela Winchester com base no .375 H&H Magnum. Foi oficialmente apresentado ao público pela Winchester em 1959. Após muitos anos de uso cada vez menor, ele começou a desfrutar de um leve ressurgimento da popularidade em meados dos anos 2000 entre os entusiastas de competiçõese também caça com rifles de longo alcance e recarga manual devido ao alto coeficiente balístico das balas de 6,5 mm mais pesadas e a crescente popularidade de cartuchos para competição com apoio de bancada e wildcats de 6,5 mm como: o 6,5mm Creedmoor, o .260 Remington e o 6,5mm Grendel.